# 대한민국임시의정원 문서
대한민국임시의정원 문서는 국회도서관에 있는 일제강점기 대한민국임시의정원이 개최한 정기회와 임시회 회의록 등이 포함된 문서이다. 2018년 5월 8일 대한민국의 국가등록문화재 제710호로 지정되었다.

## 지정 사유
3.1운동 이후인 1919년 4월 11일 중국 상해에서 설립된 대한민국임시의정원이 1945년 8월 17일까지 개최한 정기회와 임시회 회의록 등이 포함된 문서이다. 임시의정원 의장을 네 차례 역임 한 홍진이 1945년 해방 후 그 해 12월 1일 환국할 때 국내로 가지고 들어왔고, 홍진이 별세한 이후 유족들이 보관하다 1967년 국회도서관에 기증하였다. 이 문서는 임시의정원․임시정부․ 광복군이 생산한 기록물 중 현전하는 유일한 원본 자료로, 임시의정원뿐만 아니라 임시정부의 활동내역 및 변천과정 등을 알 수 있어 역사적으로 매우 중요한 가치를 가지고 있다.

## 같이 보기
- 대한민국임시의정원

## 참고 자료
- 대한민국임시의정원 문서 - 국가유산청 국가유산포털